# Кол Хаузер
Кол Кенет Хаузер (енгл. Cole Kenneth Hauser; Санта Барбара, Калифорнија, 22. март 1975), амерички је позоришни, филмски и ТВ глумац и продуцент.
Најпознатији је по улогама у филмовима Добри Вил Хантинг, Мркли мрак, Земља тигрова, Јецаји сунца, Паклене улице 2, Раскид, Добар дан да се умре мушки, Пад Олимпа, Јелоустоун и Виртуелна свест. Био је номинован за награду Спирит за најбољег споредног глумца за своју улогу у Земља тигрова.
Играо је полицајца Ренди Вилитза у полицијској криминалистичкој серији High Incident (полицијска драмска телевизијска серија коју је креирала телевизија DreamWorks Television за АБЦ) и Итана Келија у полицијској драми  Rogue (полицијска драмска телевизијска серија у којој глуми Тендија Њутна). Сада игра Рипа Вилера у неовестерну Paramount Network Јелоустоун.
Његов отац је познати амерички глумац Вингс Хаузер.